# Gueorgui Nisski
Gueorgui Nisski (en russe : Нисский, Георгий Григорьевич), né le 8 janvier 1903 (21 janvier dans le calendrier grégorien) à Novobelitsa dans l'Empire russe (actuelle Biélorussie dans le gouvernement de Moguilev, près de la ville de Homiel) et mort le 18 juin 1987 à Moscou est un peintre soviétique.

## Biographie
Gueorgui, pseudonyme Jora, est né le 21 janvier 1903 à Novobelitsa, gare de jonction à quelques kilomètres de Gomel maintenant Homiel où son père était médecin, ambulancier selon d'autres sources, pour les cheminots. La petite maison de ses parents n'étant qu'à une centaine de mètres du chemin de fer, très vite il a pu profiter de cette proximité pour observer et participer à la manœuvre de locomotives sur le réseau secondaire et ainsi pénétrer plus loin dans la nature de sa région natale, découvrir forêts, ruisseaux, champs, marais, lacs mais aussi réseau ferré, stations de pompage, entrepôts, scieries . Et tout au long de sa vie il peindra locomotives, trains, haltes ferroviaires, gares, gares de triage, sémaphores, passerelles, viaducs sur lesquels circulent des trains, paysages traversés par des voies ferrées. Mais enfant il vivait aussi dans la nature : s'enfonçait dans les bois, se baignait avec ses camarades dans la Soj et regardait les radeleurs sur le lac voisin. De même, il gardera cette attirance pour la nature en devenant un paysagiste reconnu mais aussi un grand sportif qui voulant revivre, prolonger le plaisir que lui avaient procuré ses expériences d'enfant, il deviendra un plaisancier sur les canaux, les lacs, les rivières, les fleuves de son pays. Ces moments passés sur l'eau, près de l'eau, au bord de la mer, seront le sujet d'un grand nombre d'œuvres.
Tout jeune, très réceptif à son environnement l'enfant dessine ce qui est à sa portée c'est-à-dire ce qui est près de lui et ce qu'il est capable de représenter. À quatorze ans, il pense à devenir artiste. Encouragé, initié d'abord par Vladimir Petrov un peintre d'icônes, c'est ensuite Vsevolod Zorine, un artiste étudiant, qui le conseille et lui fait connaître Isaac Levitan, Kouzma Petrov-Vodkine, Nicolas Roerich, Mikhaïl Vroubel… Il persévère en entrant à l'école Mikhaïl Vroubel des Beaux-Arts de Gomel tout en travaillant aux entrepôts du chemin de fer. Sous la direction de J. Bykhovski, il travaille la couleur, la composition… avec des camarades comme Alexandre Chevtchenko, E. Machkovtseva, E. Smekhov, Iakov Telichevski (ru) . Rapidement, on se rend compte de son talent donc on décide de l'envoyer continuer sa formation à Moscou.
En 1921, il se rend dans la capitale et en 1922 entre dans les cours préparatoires des ateliers d'art supérieur et techniques au Vkhoutemas . L'année suivante, il est inscrit dans le département de peinture où ses professeurs sont Robert Falk et Aleksandrs Drēviņš. Parallèlement à ses études de peinture, il travaille dans une imprimerie et passe la plupart de son temps au gymnase où il pratique plusieurs sports, surtout le volleyball. Ceci le conduit à préparer ses examens en passant des contrôles partiels. En 1926, il rencontre Alexandre Deïneka qui va l'influencer pour développer son style avec l'OST (association artistique) (ru), Piotr Kontchalovski et Albert Marquet qui déclara en 1934 lors de la visite d'un musée qu'il aimait beaucoup Automne, sémaphores. En 1928, il fait un premier voyage au bord de la mer Noire, à Novorossiïsk pour recueillir des matériaux pour son examen de sortie. C'est précisément l'illustration d'un événement survenu dans cette région qui va lui permettre d'obtenir son diplôme de fin d'études en 1930 : La révolte des marins français à Odessa, ceux du Jean Bart (cuirassé 1911) chantant l'Internationale.
En 1930-1931, il effectue son service militaire dans l'Armée spéciale de la Bannière rouge d'Extrême-Orient où il réalise des journaux muraux, des affiches et des panneaux et commence à participer à des expositions, sa première en 1930 à Moscou consacrée à des sujets révolutionnaires et soviétiques. C'est pendant cette période qu'il rejoint l'OST, une association de peintres ayant une approche plus contemporaine du travail de l'artiste et des sujets des œuvres, souvent le monde industriel. Il s'y fera des amis comme Alexandre Deïneka, Sergueï Loutchichkine (ru), Konstantine Vialov.
Gueorgui Nisski voyage beaucoup : à partir de 1932, il se rend presque tous les ans sur les bords de la mer Noire à Batoumi, Nouvel Athos appelé à son époque «Novyï Afon», Novorossiïsk, Odessa, Sébastopol, Soudak. En 1936, il retourne à Sébastopol puis se rend à Balaklava où en compagnie de Fiodor Bogorodski (ru), Deïneka, Gueorgui Riajski (ru) il peint la flotte soviétique, des paysages marins et industriels: Sébastopol en 1933, Rencontre ou retrouvailles à Sébastopol en 1935, La Baie de l'Artillerie à Sébastopol en 1936, Les Manœuvres de la flotte en mer Noire en 1937 pour ne citer qu'eux. Toujours en 1936, afin de préparer l'exposition Industrie du socialisme, il est envoyé en Extrême-Orient sur la côte de l'océan Pacifique de la Baie de Possiet à Vladivostok où il se trouvera encore en 1937. L'année suivante lors de l'exposition « Vingt ans de l'Armée rouge » trois de ses œuvres sont sélectionnées pour être présentées : Sous-marin, Les Manœuvres des navires de la flotte de la Mer noire, Détention d'une goélette japonaise. Il va continuer de peindre pendant l'hiver 1940 sur le littoral de la mer Baltique et en automne de la même année jusqu'au printemps 1941 sur celui de la mer de Barents où la flotte du nord va être le sujet de ses travaux.
Pendant la grande guerre patriotique, il est resté à Moscou où il a collaboré aux fenêtres Tass (ru) de 1941 à 1943, affiches ainsi appelées car elles étaient placardées sur la face interne des vitrines des magasins auxquelles il faut ajouter un grand nombre de tableaux illustrant la vie, parfois la fureur, de son pays pendant le conflit : bâtiments au mouillage, naufrage de convoyeurs nazis bombardés par l'aviation de la Baltique, massacre après le départ des Allemands, blindés partant au combat, fantassins se dirigeant vers le front, débarquement de marins jaillissant de véhicules amphibies, corps à corps pendant la défense de Sébastopol, navires tirant des bordées, avions partant en mission, l'exploit de Pavel Pologov (ru). Certains de ses tableaux font partie d'une série de treize que le Musée naval central lui avait commandée pour illustrer l'héroïsme des soldats et des marins soviétiques. On sait aussi que faisant partie des mobilisés, avec son ami Alexandre Deïneka, ils se rendent en février 1942 dans la région d'Ioukhnov, dévastée par les combats. La guerre qui n'est pas terminée ne l'empêche pas de pratiquer la navigation sportive puisqu'en 1944, à la manœuvre avec Iouri Fedorenko et Alekseï Naoumov barreur, ils remportent la première place en équipe lors de la semaine de la navigation sur la Volga à Gorki, ville à nouveau appelée Nijni Novgorod .
Dans les années qui suivent la guerre, ses œuvres traduisent le calme retrouvé : le plaisancier qu'il est parcourt plus de 1 000 kilomètres avec son yacht le «Kaïra» sur l'Oka, la Kliazma, la Volga et peint le plus souvent, en été, de son voilier ou sur les rives, sous un ciel dégagé, un paysage paisible inondé de lumière : Sur le canal Moscou-Volga (1945), Printemps sur la Kliazma (1947), Soirée sur la Kliazma (1946), Au quai (1946), Au bord de la mer (1946), Sur la jetée (1946), À Pestovo (le plan d'eau) (1947), La haute Volga (1947), L'Albatros (un petit yacht) (1949), Fête sur l'eau (1949), Sous la pluie (1949)… Il devient aussi un des rares soviétiques à avoir le permis de conduire, une Moskvitch et un caniche qu'il appelle «Redsoï» (Radis). Grand sportif, en plus du volley-ball déjà cité, il a pratiqué ou il pratique la boxe, le parachutisme, le ski et, à plusieurs reprises, représente des skieurs : Skieur et Paysage de neige en 1950, année où a lieu la première exposition qui lui est entièrement consacrée. En 1951, il est lauréat du prix Staline troisième degré, soit une récompense de 25000 roubles, pour trois tableaux : Sur la côte lointaine, Paysage avec un phare et le Port d'Odessa et trois ans après il reçoit le titre d'Artiste émérite de la RSFSR. De membre correspondant de l'Académie des Arts de l'URSS en 1954, il en devient membre à part entière quatre ans après. Elle lui décernera en 1964 la médaille d'argent pour la composition En Extrême-Orient (1963). L'année suivante, son ami Alekseï Kokorekine (ru) qui avait contracté la peste lors d'un voyage en Inde, meurt. En 1965, il est distingué par le titre d'Artiste du peuple de la fédération de Russie et décoré de l'Ordre du Drapeau rouge du Travail en 1973. Il reçoit de nombreuses médailles : médaille pour le vaillant travail pendant la grande guerre patriotique de 1941-1945 créée le 6 juin 1945, médaille en mémoire du 800e anniversaire de Moscou créée le 20 septembre 1947, médaille de bronze à l'Exposition universelle de 1958 à Bruxelles, médaille du jubilé pour célébrer le 100e anniversaire de la naissance de Vladimir Ilitch Lénine créée le 5 novembre 1969.
Et il continue à voyager et à peindre dans le Caucase à Dombaï (1957), en Extrême-Orient, Baie de l'Oussouri (1963), Sur la tombe d'un ami (1963) ce qui ne l'empêche pas d'héberger chez lui, vraisemblablement à partir de 1958, Igor Alexandrovitch Voulokh. Son invité fait ses études au Vkhoutemas ce qui permet à Nisski de nouer de nombreux contacts avec les amis de son ami . Il n'a pas seulement représenté abondamment des paysages d'aménagement urbain contemporain mais aussi des sites et des monuments du patrimoine traditionnel russe. En visite à Souzdal avec Mikhaïl Petrovitch Kontchalovski, il part tout de suite à visiter la ville et amoureux des monuments de la vieille Russie il est allé également à Novgorod, Pskov, Rostov-sur-le-Don, Vladimir. Il admirait sans doute les églises parce qu'en plus du clocher de l'église de Mychkine en 1953, on a Église de l'Ascension de Kolomenskoïe (1961), Église de l'Intercession-de-la-Vierge sur la Nerl (1964) et d'autres.
Il est considéré comme l'un des précurseurs du style sévère en URSS mais ses peintres préférés ont été Arkhip Kouïndji, Isaac Levitan, Nicolas Roerich qu'il considère comme un de ses professeurs, Arkadi Rylov dans des styles différents quant au peintre Taïr Salakhov, il a reconnu qu'il avait été influencé par Nisski.
Gueorgui Nisski habitait son appartement de la rue Verkhniaia Maslovka (ru) dans la Cité des Artistes (ru) . N'ayant pas de famille et des problèmes de santé, il est difficile de trouver des œuvres après 1965 car il passe les vingt dernières années de sa vie dans une maison de retraite. Il meurt le 18 juin 1987, sans héritier mais en nous léguant une œuvre très importante. Il est enterré au Cimetière de Kountsevo .
Sur le net, on trouve en plus de nombreuses reproductions de ses travaux, des photographies, dont au moins une prise par son épouse Tatiana Maiat  et ses portraits de 3/4 peints par Viktor Tsyplakov (artiste peintre) (ru) et par NikitaTchebakov (ru) en 1962.

## Œuvres

### Peinture à l'huile, gouache, aquarelle, crayon, fusain...à l'unité

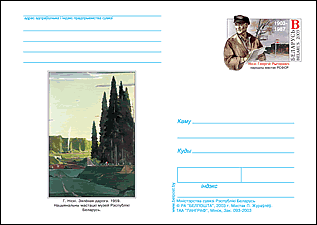
Ніскі Георгій Рыгоравіч. Dans l'angle inférieur gauche de l'enveloppe Route verte peint en 1959.

La liste bien qu'incomplète montre les thèmes abordés, les techniques appliquées, les supports utilisés, les dimensions choisies, les lieux où sont conservées les œuvres et nous renseignent sur les événements dont l'artiste a été l'interprète et à quelle date il se trouvait aux endroits où il a travaillé.
- 1928 : Crépuscule à Sébastopol. Musée des Beaux-Arts Vassili Verechtchaguine à Mykolaïv.
- 1930 : La Révolte des marins français à Odessa, ceux du Jean Bart chantant L'Internationale. Galerie Tretiakov à Moscou.
- 1930 : Saut en parachute. Huile sur toile. 100,5 × 75,5 cm. Institut d'art réaliste russe (ru) à Moscou.
- 1932 : Automne,sémaphores. Huile sur toile. Galerie Tretiakov à Moscou.
- 1932 : Magnolia. Huile sur toile. 65,5 × 72,9 cm. Musée des Beaux-Arts à Komsomolsk-sur-l'Amour.
- 1933 : Sur les voies du chemin de fer en mai. 51 × 70 cm. Musée des Beaux-Arts à Volgograd.
- 1933 : Sébastopol. Huile sur toile. Musée des Beaux-Arts Vassili Verechtchaguine à Mykolaïv.
- 1935 : Sébastopol. Retrouvailles. 77 × 101 cm. Médaille de bronze à l'Exposition universelle de 1937 à Paris.
- 1937 : Aérodrome en Extrême-Orient. Huile sur toile. 134 × 210 cm. Musée des Beaux-Arts Tchouvache.
- 1937 : Aloupka en Crimée. Aquarelle sur papier. 16,7 × 24,2 cm. Collection de A. et A. Zavolokine.
- 1942 : Entraînement de la milice populaire. Gouache sur papier. 59,8 × 49,6 cm. Musée des Beaux-Arts à Nijni Taguil.
- 1942 : Après la pluie. Huile sur toile. 74 × 100 cm. Musée des Beaux-Arts Mikhaïl Pavlovitch Krochitski à Sebastopol
- 1942 : Défense de Moscou. Huile sur toile. 144 × 236 cm. Galerie de peinture d'État Pavel Dogadine (ru) à Astrakhan.
- 1944 : À l'embarcadère. Huile sur toile. 70 × 90 cm. Musée des Beaux-Arts à Kalouga.
- 1944 : En Haute Volga. Huile sur carton. 21 × 34 cm. Collection de Monsieur Igor Aleksandrovitch Askalev à Saratov.
- 1947 : Arrivée à Pestovo. Huile sur toile. 81 × 100 cm. Musée d'art régional à Toula.
- 1947 : Paysage biélorusse. Université d'État de Moscou.
- 1949-1950 : Fête de l'eau. Huile sur toile. 185 × 242 cm. Ministère de la Culture de la fédération de Russie depuis 1955.
- 1950 : Arc-en-ciel. Huile sur toile. 174 × 134 cm. Musée des Beaux-Arts à Dnipro.
- 1950? : Étude pour un skieur dans la forêt. Huile sur toile collée sur du carton. 16 × 25,5 cm. Galerie de photos(!) de Magnitogorsk.
- 1952 : Autoroute en hiver dans la région de Moscou. Huile sur toile. 190 × 115 cm. Galerie d'art de Lviv Boris Voznitski (ru).
- 1953 : Phare à Pestovo. Huile sur carton. 42,5 × 51 cm. Galerie d'art de Lviv, Boris Voznitski.
- 1953 : Mychkine, clocher. Huile sur carton. 47,5 × 34 cm. Propriété de la famille de l'artiste.
- 1954 : Matin sur la Volga. Huile sur toile. 180 × 131 cm. Musée des Beaux-Arts à Soumi.
- 1956 : Après la pluie. Huile sur toile. 150 × 120 cm. Musée des Beaux-Arts à Oulianovsk.
- 1956 : Baie de l'Oussouri. Huile sur toile. 72 × 95 cm. Musée national d'Art russe à Kiev.
- 1957 : Sur les voies du chemin de fer le matin. Gouache sur papier. 16,1 × 28,5 cm. Musée national d'Art russe à Kiev.
- 1957 : L'Hiver. Gouache sur carton. 15 × 31 cm. Musée national d'Art russe à Kiev.
- 1957 : Rocade. Gouache sur carton. 27 × 14 cm. Musée national d'Art russe à Kiev.
- 1957 : Port dans le Nord. Huile sur toile. 150 × 271 cm. Galerie Tretiakov à Moscou.
- 1957 : Autoroute près de Moscou. Huile sur toile. 190 × 115 cm. Galerie d'art de Lviv, Boris Voznitski.
- 1957 : Paysage moscovite. Huile sur toile. 155 × 240 cm. Galerie de peinture à Tcheliabinsk.
- 1957 : Faubourgs de Moscou en février. Huile sur toile. 120 × 194 cm. Galerie Tretiakov à Moscou.
- 1958 : Nuit de 1941. Huile sur toile.192 × 110 cm. Musée des Beaux-Arts à Simferopol.
- 1958 : Halte ferroviaire. Huile sur toile. 119 × 150 cm. Musée des Beaux-Arts à Kostroma.
- 1958-1959 : Sur la voie. Huile sur toile. 141 × 154 cm. Collection privée.
- 1959 : Kolkhoze Zagorie. Huile sur toile. Musée Russe à Saint-Pétersbourg.
- 1959-1960 : Au-dessus des neiges. Huile sur toile. 100 × 187 cm. Musée Russe à Saint-Pétersbourg.
- 1959-1964 : Sur la voie de chemin de fer. 141 × 154 cm. Institut d'art réaliste russe (IRRI) à Moscou. Cette œuvre a été acquise le 24 novembre 2014 chez Sotheby's.
- 1960 : Soirée d'hiver. Huile sur toile. 106 × 79 cm. Musée d'art Gorlovski (ru) à Horlivka.
- 1961 : Aéroport. Musée des Beaux-Arts à Ekaterinbourg.
- 1963 : Sur la tombe d'un ami. Huile sur toile. Galerie Tretiakov à Moscou.
- 1964 : Au-dessus des neiges. Huile sur toile. 87 × 65 cm. Institut d'art réaliste russe (IRRI) à Moscou. Cette œuvre a été acquise en 2014 pour près de trois millions de dollars chez Sotheby's en 2014 [15].
- 1966 : Remblai. Huile sur toile. 50 × 100 cm. Institut d'art réaliste russe (IRRI) à Moscou.
- 1985 : Avion dans un hangar. Huile sur toile. 59 × 80 cm. Musée des Beaux-Arts Tchouvache.

### Illustrateur de livres
Dans ce domaine, l'artiste est resté fidèle au thème marin.
- 1930 : Biographie ordinaire. Partie 2 avant d'Arkadi Gaïdar [16].
- 1930 : Nous sommes des marins aux larges épaules d'Agnia Barto.
- 1930 : Nour-Eddin et son professeur de Boris Aleksandrovitch Chatilov.
- 1930 : Un homme à la mer de Konstantine Stanioukovitch (ru) [17].
- 1930 : Entre la vie et la mort d'Alexeï Novikov-Priboï.
- 1930 : Notes de Vassili Sedykh de Constantin Paoustovski.
- 1931 : Mer des mineurs d'Evgueni Byvalov (ru).
- 1934-1935 : douze illustrations et un frontispice coloré pour Tsushima d'Alexeï Novikov-Priboï.
- 1939 : Chris Farrington de Jack London [18].
- 1943 : L’Âme de marin de Leonid Sobolev (écrivain) (ru).
- 1944 : Atterrir en Crimée de Sergueï Borzenko (ru).
- ? : des poèmes sur la flotte de Sergueï Mikhalkov.

## Expositions
- En juin 2008, «Artiste du peuple de la RSFSR Gueorgui Nisski et son temps» au Gomel Palace and Park ensemble.
- Du 20 septembre 2017 au 22 octobre 2017, exposition « Deux capitaines Gueorgui Nisski et Ilia Kats (ru) » à l'Académie des Arts de Russie et la galerie Velum [19].
- Du 14 septembre 2018 au 27 janvier 2019, une exposition est entièrement consacrée à Gueorgui Nisski à l'Institut d'art réaliste russe (IRRI) à Moscou [20].